# Zorzines nepalplacida
Zorzines nepalplacida là một loài bướm đêm trong họ Noctuidae.